# Slonovo uho (zvanikovke)
Slonovo uho (slonov jezik; lat. Haemanthus albiflos), vazdazelena trajnica, hemikriptofit iz porodice zvanikovki raširena po jugu Afrike.
Vrstu odlikuju veliki mesnati listovi dugi do 50 cm, i spljoštena lukovica promjera do 5 cm. Plod je crvena boba s jednom sjemenkom. Uzgaja se kao sobna biljka, uključujući i u Hrvatskoj.

## Sinonimi
- Diacles ciliaris Salisb.
- Haemanthus albomaculatus Baker
- Haemanthus intermedius (Herb.) M.Roem.
- Haemanthus leucanthus Miq.